# Riserve della foresta atlantica della costa della scoperta
Le Riserve della foresta atlantica della costa della scoperta sono un insieme di otto diverse aree protette situate a cavallo degli stati brasiliani di Bahia ed Espírito Santo, che si sviluppano su di un'area complessiva di circa 112.000 ettari. Le riserve sono composte principalmente di Mata Atlantica, la tipica foresta pluviale costiera brasiliana, ricchissima in termini di biodiversità. All'interno delle Riserve si trovano numerosissime specie animali e vegetali, di cui molte endemiche della regione. Nel 1999 le Riserve della foresta atlantica costa della scoperta sono state inserite nell'elenco dei Patrimoni dell'umanità dell'UNESCO.
Le foreste pluviali atlantiche sono considerate in serio pericolo: oggi resta ormai solamente il 7% del patrimonio forestale originario e gran parte delle foreste ancora preservate si trovano qui, nel sud-est del paese. Nel distretto, che conta in totale 25 zone protette, vivono numerose specie rare ed endemiche. In molti siti sono state identificate più di 450 specie vegetali per ettaro, superando quindi l'indice di varietà che si riscontra nella foresta pluviale amazzonica. Le 120 specie di mammiferi che ospitano costituiscono un giacimento faunistico di straordinaria ricchezza e varietà. Fra le specie minacciate di estinzione figura il giaguaro; nelle foreste pluviali vivono anche la lontra e il formichiere. Queste foreste sono anche dimora di una scimmia arboricola individuata e descritta per la prima volta solamente nel 1990, il Leontopithecus caissara. La varietà faunistica è ulteriormente arricchita dalle 350 specie di uccelli rinvenute nella regione. Anche il paesaggio è bello e vario: vi si alternano rilievi boscosi, corsi d'acqua, cascate, zone umide, isole con ripidi rilievi, dune.